# 基洛奧遊戲
基洛奧遊戲（英語：Kiro'o Games）是一家位於喀麥隆雅温得的電子遊戲開發商和發行商，代表作有《奥瑞安：科里奥丹的遗产》。該公司是喀麥隆首家遊戲工作室。

## 歷史
基洛奧遊戲創始人奧利維爾·馬迪巴自小熱愛遊戲，並打算創作一部基於非洲文化電子遊戲，2003年馬迪巴考上雅温得第一大学電腦科學專業後，他開啟了遊戲專案《奥瑞安》並和朋友組建了一個的遊戲工作室。2007年馬迪巴大學畢業後和合夥人建立資訊科技公司MADIA Group，並且繼續利用業餘時間開發遊戲。2012年底馬迪巴決定成立公司全身投入到遊戲的開發上，公司名「Kiro'o」源於斯瓦希里语的「Kiroho Mahono」，意為「精神願景」。2013年5月，公司從喀麥隆藝術和文化部獲得一批啟動資金，之後馬迪巴組建了20人的開發團隊，成員大多沒有開發遊戲的經驗，只能邊學變做。為了籌集維持團隊的開發資金，同年8月和9月公司在Indiegogo發起了兩次众筹活動，只是以失敗告終，2014年公司自建了融資平台出售公司股份，成功籌集了1.2億中非法郎，2015年公司在Kickstarter上再度嘗試众筹集資，籌集了5萬美元。除了資金壓力外，喀麥隆貧弱的基礎設施也給開發團隊帶來很大的壓力，當地長期停電嚴重擾亂了開發進度。
2016年4月14日，基洛奧遊戲第一款遊戲《奥瑞安：科里奥丹的遗产》正式發佈，遊戲的改編漫畫在2019年展開連載，2018年基洛奧開啟首個手機端專案《Le Responsable Mboa》，遊戲面向非洲法語區的手機玩家。遊戲在2020年10月發佈搶先體驗版，預計在2021年3月前正式上線。2019年基洛奧獲得MTN集團贊助，第二款手機遊戲《奥瑞安 Kajuta Gems Figther》預計獨家在MTN Game+上發佈，遊戲於2021年7月1日正式發佈，同年遊戲獲得2021年第一屆非洲遊戲產業獎的「年度最佳遊戲」和「年度最具影響力遊戲」。
2019年基洛奧組建了自己众筹平台「Rebuntu」籌集資金，到2022年4月合計籌得10億中非法郎，該平台獲選2021年第一屆非洲遊戲產業獎的「年度行業創新獎」。2022年非洲遊戲週期間，基洛奧與其他非洲遊戲開發商成立泛非遊戲集團。

## 發行遊戲
| 遊戲名稱                   | 發售日期      | 備註   |
| -------------------------- | ------------- | ------ |
| 《奥瑞安：科里奥丹的遗产》 | 2016年4月14日 | [ 10 ] |
| 《Le Responsable Mboa》    | 2020年10月    | [ 11 ] |
| 《奥瑞安 KGF》             | 2021年7月1日  | [ 12 ] |

## 外部連結
- 基洛奧遊戲的X（前Twitter）
- 基洛奧遊戲的Facebook專頁